# 二重スパイ・国際謀略作戦
『二重スパイ・国際謀略作戦』（にじゅうスパイ・こくさいぼうりゃくさくせん、Hauser's Memory）は、1970年に製作されたアメリカ合衆国のSF映画。テレビ放映時のタイトルは『国際二重スパイ/SF恐怖の頭脳交換』。
原作はSF作家カート・シオドマクのSF小説『ハウザーの記憶』。

## あらすじ
生物学の世界的権威クレイマー博士は、脳から抽出したRNAを他者に注入し、その記憶を伝達する実験を続けていた。ある日、CIAのエージェントが運び込んできたのは、ドイツの亡命科学者ハウザー博士だった。瀕死のハウザー博士の脳から抽出したRNAを自らに注入した化学者ヒレルの脳裏に、ハウザー博士の記憶が蘇る。実験の成功を喜ぶヒレルだったが、次第に自分がハウザーになっていく恐怖に苛まれるようになる。

## スタッフ
- 監督：ボリス・セイガル
- 製作：ジャック・レアード
- 原作：カート・シオドマク『ハウザーの記憶』
- 脚本：エイドリアン・スピーズ
- 撮影：ペトラス・シュロンプ
- 音楽：ビリー・バイヤーズ
- 配給：ユニヴァーサル＝CIC

## キャスト
- デヴィッド・マッカラム（TV版日本語吹き替え：野沢那智）：ヒレル・モンドロー。化学者
- スーザン・ストラスバーグ：カレン・モンドロー。クレイマー博士の助手
- ヘルムート・カートナー：エルンスト・クレイマー博士。生物学の世界的権威
- ロバート・ウェッバー：ドーシー。CIAのエージェント
- レスリー・ニールセン：スローター。CIAのエージェント
- ヘルベルト・フライシュマン：レナー。CIAのエージェント。実は東側の二重スパイ
- リリー・パルマー：アンナ。ハウザー博士の妻
- ギュンター・マイスナー
- ピーター・カペル
- アルトゥール・ブラウス
- バーバラ・ラス